# Сінономе (1928)
Сінономе (Shinonome, яп. 東雲) — ескадрений міноносець Імперського флоту Японії, який взяв участь у Другій світовій війні.
Корабель, який став шостим серед есмінців типу «Фубукі», спорудили у 1928 році на верфі ВМФ у Сасебо.
На момент вступу Японії до Другої світової війни «Сінономе» належав до 12-ї дивізії ескадрених міноносців, яка 26 листопада 1941-го прибула з Японії до порту Самах (острів Хайнань). 4 грудня «Сінономе» та ще 9 есмінців і легкий крейсер вийшли з Самаху, супроводжуючи 18 транспортів з військами для висадки на півострові Малакка. Через кілька діб на підході до півострова конвой розділився на 4 загони, які попрямували для висадки у Сурат-Тані і Патані, Сінгорі (всі — Сіам) та Кота-Бару (британська Малая), при цьому «Сінономе» та ще один есмінець забезпечували висадку в Паттані. Висадка успішно відбулася в ніч проти 8 грудня (тобто одночасно з нападом на Перл-Гарбор — але по іншу сторону лінії зміни дат), а 12 грудня «Сінономе» прибув до бухти Камрань (центральна частина узбережжя В'єтнаму).
13 грудня 1941-го «Сінономе» разом зі ще 2 есмінцями та легким крейсером розпочав супроводження загону транспортів, що везли десант до центру нафтовидобутку Мірі на північно-західному узбережжі Борнео (додаткове прикриття забезпечував загін із 2 важких крейсерів у ескорті 2 есмінців). Висадка відбулася в ніч проти 16 грудня та доволі швидко завершилась успіхом.
17 грудня 1941-го «Сінономе» все ще перебував поблизу Мірі. Цього дня він був атакований нідерландським летючим човном, що скинув 5 бомб та досягнув двох прямих влучань і одного близького вибуху. Одна з бомб поцілила погріб боєзапасу, що призвело до детонації та загибелі корабля протягом 5 хвилин. З 221 особи, що перебувала на борту, не вдалось врятуватись нікому.